# Nur Muhammad Amin
Nur Muhammad Amin (arab. نور محمد أمين) – egipski zapaśnik walczący w stylu wolnym. Wicemistrz igrzysk afrykańskich w 1995 i mistrzostw Afryki w 1994. Złoty medalista mistrzostw arabskich w 1995 roku.